# Thomas Sonar
Thomas Helmut Sonar (Sehnde, 27 de fevereiro de 1958) é um matemático alemão, que trabalha com análise numérica (equações diferenciais parciais numéricas e mecânica dos fluidos) e história da matemática.

## Formação e carreira
Thomas Sonar estudou inicialmente engenharia mecânica na Hochschule Hannover, seguindo então um estudo em matemática na Universidade de Hanôver a partir de 1980. Após obter o diploma em 1986 foi para o Centro Aeroespacial Alemão (DLR) em Braunschweig, onde trabalhou com problemas aerodinâmicos e dentre outros com fluidodinâmica computacional para o ônibus espacial Hermes. Obteve um doutorado em 1991 em Stuttgart, orientado por Wolfgang Wendland, com a tese Nichtlineare Dissipationsmodelle und Entropie-Produktion in finiten Differenzenverfahren, completada parcialmente na Universidade de Oxford, onde foi supervisionado por Keith William Morton. Obteve a habilitação em 1995 na Universidade Técnica de Darmstadt, orientado por Willi Törnig, Robert Schaback e Peter Rentrop (Multivariate Rekonstruktionsverfahren zur numerischen Berechnung hyperbolischer Erhaltungsgleichungen). Em 1996 foi professor da Universidade de Hamburgo, sucedendo Rainer Ansorge e em 1999 na Universidade Técnica de Braunschweig.
Trabalha também com a história da matemática, por exemplo Leonhard Euler, Richard Dedekind, Henry Briggs, Carl Friedrich Gauß ou a polêmica de prioridade entre Isaac Newton e Gottfried Wilhelm Leibniz, apresentando sobre tais assuntos aula em Hamburgo e Braunschweig.
Apresentou em 2003 uma Gauß-Vorlesung (Entropie und Dissipation – diskrete Modelle nichtlinearer Transportvorgänge) em [Göttingen]] e em 2009 a palestra de introdução histórica (Carl Friedrich Gauß als Zahlenrechner) da Gauß-Vorlesung em Aachen.

## Publicações selecionadas
- com Klaus Hannemann: Die Berechnung reagierender Hyperschallströmungen. in: Spektrum der Wissenschaft. Juli 1996, ISSN 0170-2971.[6]
- Mehrdimensionale ENO[7]-Verfahren in: Teubner: Advances in Numerical Mathematics. Springer Verlag, Berlin 1997, ISBN 3-519-02724-0.
- Einführung in die Analysis. Unter besonderer Berücksichtigung ihrer historischen Entwicklung für Studierende des Lehramts. Vieweg, Braunschweig 1999, ISBN 3-528-03133-6.
- com Rainer Ansorge, Kai Rothe, Hans Joachim Oberle: Mathematik für Ingenieure. Band 3. Aufgaben und Lösungen. Wiley/VCH, Berlin 2000, ISBN 3-527-40308-6.
- Angewandte Mathematik, Modellbildung und Informatik. Vieweg, Braunschweig 2001, ISBN 3-528-03179-4.
- Turbulenzen um die Fluidmechanik. Spektrum der Wissenschaft, April 2009, ISSN 0170-2971.[8]
- com G. Biegel, Karin Reich (Eds.): Historische Aspekte im Mathematikunterricht an Schule und Universität. Termessos Verlag, 2008 ISBN 978-3-938016-08-4.
- com Rainer Ansorge: Mathematical models of fluid dynamics: Modeling, theory, basic numerical facts. An introduction. Wiley/VCH, Berlin 2009, ISBN 978-3-527-62796-7.
- 3000 Jahre Analysis. Springer Verlag, Berlin 2011, ISBN 978-3-642-17203-8.
- Editor: Jüdisches Leben und akademisches Milieu in Braunschweig. Nellie und Kurt Otto Friedrichs wissenschaftliche Leistungen und illegale Liebe in bewegter Zeit. Internationaler Verlag der Wissenschaften, Peter Lang, Frankfurt/Main 2012, ISBN 978-3-631-61614-7.
- Die Geschichte des Prioritätsstreits zwischen Leibniz und Newton. Springer Verlag, Berlin 2016, ISBN 978-3-662-48861-4.